# Lex Romana Burgundionum
Die Lex Romana Burgundionum (lat.: „Römergesetz der Burgunder“) ist eine kurze Zusammenfassung des römischen Rechts, wie es im Reich der Burgunder unter den dort weiterhin in großer Zahl siedelnden Romanen gelten sollte. 
Die Burgunder hatten seit dem 5. Jahrhundert zwischen Genfersee und der Provence die Herrschaft übernommen. Im Herrschaftsgebiet lag ihre Hauptstadt Lyon. Die Lex Romana Burgundionum entstand um 520 unter König Sigismund. Das Rechtsbuch erlangte Geltung, ohne dass es zu einer Sanktion durch den König gekommen zu sein scheint. 
Im Vergleich zur Lex Romana Visigothorum, dem westgotischen Römergesetz, ist das Werk sehr schmal, beanspruchte aber auch keine Geltung in Ausschließlichkeit. Zusammengestellt wurde sie aus Texten des Codex Theodosianus, den nachtheodosianischen Novellen und den pseudo-paulinischen Sentenzen. In geringem Umfang waren auch die Institutiones des Gaius, die Kodizes Gregorianus und Hermogenianus, sowie der sogenannte Codex Euricianus herangezogen worden; ebenso verbreitete Erläuterungswerke zu all diesen Werken. Die verwendeten Texte wurden aber nicht, wie bei den Westgoten, wörtlich übernommen, sondern kurz zusammengefasst, wobei auch einzelne Änderungen angebracht wurden, welche auf die besonderen Bedürfnissen der dortigen Bevölkerung Rücksicht nahmen. Aufgebaut ist das „Gesetzbuch“ wie die wenig ältere Lex Burgundionum, worin die unter den Burgundern geltenden Gesetze zusammengefasst waren. Die Lex Romana Burgundionum beanspruchte im Gegensatz zum westgotischen Parallelwerk allerdings keine ausschließliche Geltung, das heißt, der Richter konnte ergänzend Teile jenes Werks heranziehen. 
Die Franken, welche das Reich der Burgunder 534 eroberten, ließen dort geltendes Recht unangetastet. Im 8. Jahrhundert jedoch setzte sich bei den Romanen im ganzen Frankenreich, auch in Burgund, die umfangreichere und anspruchsvollere Lex Romana Visigothorum durch, welche gleichfalls von den Franken gelten gelassen worden war. Für die Burgunder im Frankenreich blieb die Lex Burgundionum maßgeblich.